# Saint-André-le-Bouchoux
Saint-André-le-Bouchoux település Franciaországban, Ain megyében. Lakosainak száma 427 fő (2022. január 1.). Saint-André-le-Bouchoux Condeissiat, Romans, Saint-André-sur-Vieux-Jonc, Saint-Georges-sur-Renon, Saint-Germain-sur-Renon és Saint-Paul-de-Varax községekkel határos.

## Népesség
A település népessége az elmúlt években az alábbi módon változott:
| Lakosok száma | 142  | 156  | 171  | 300  | 354  | 382  | 390  | 402  | 410  | 427  |
|               | 1968 | 1982 | 1990 | 2006 | 2013 | 2015 | 2017 | 2019 | 2020 | 2022 |